# Nigeria op de Paralympische Zomerspelen 2024
Nigeria zal deelnemen aan de Paralympische Zomerspelen 2024 in Parijs, Frankrijk.

## Medailleoverzicht
| Medaille | Naam                 | Sport     | Onderdeel         | Datum            |
| -------- | -------------------- | --------- | ----------------- | ---------------- |
| Brons    | Mariam Eniola Bolaji | Badminton | enkelspel SL3 (v) | 2 september 2024 |

## Aantal atleten
Hieronder volgt een overzicht van de atleten die zich reeds hebben verzekerd van deelname aan de Paralympische Zomerspelen 2024.
| Sport       | Mannen | Vrouwen | Totaal |
| ----------- | ------ | ------- | ------ |
| Atletiek    | 0      | 3       | 3      |
| Badminton   | 1      | 1       | 2      |
| Tafeltennis | 6      | 3       | 9      |
| Totaal      | 7      | 7       | 14     |

## Deelnemers en resultaten

### Atletiek
| atleet | onderdeel               | finale    | finale |
| atleet | onderdeel               | resultaat | rang   |
| ------ | ----------------------- | --------- | ------ |
|        | Kogelstoten F40 vrouwen |           |        |
|        | Kogelstoten F64 vrouwen |           |        |
|        | Speerwerpen F54 vrouwen |           |        |

### Badminton
Mannen
| Atleet                   | Onderdeel     | Groepsfase          | Groepsfase         | Groepsfase         | Groepsfase | Kwartfinale        | Halve finale       | Finale / BM        | Finale / BM |
| Atleet                   | Onderdeel     | Tegenstander Score  | Tegenstander Score | Tegenstander Score | Rang       | Tegenstander Score | Tegenstander Score | Tegenstander Score | Rang        |
| ------------------------ | ------------- | ------------------- | ------------------ | ------------------ | ---------- | ------------------ | ------------------ | ------------------ | ----------- |
| Chigozie Jeremiah Nnanna | enkelspel SL4 | Adam W 21-12, 21-15 |                    | n.v.t.             |            |                    |                    |                    |             |

Vrouwen
| Atleet               | Onderdeel     | Groepsfase         | Groepsfase          | Groepsfase         | Groepsfase | Kwartfinale        | Halve finale          | Finale / BM         | Finale / BM |
| Atleet               | Onderdeel     | Tegenstander Score | Tegenstander Score  | Tegenstander Score | Rang       | Tegenstander Score | Tegenstander Score    | Tegenstander Score  | Rang        |
| -------------------- | ------------- | ------------------ | ------------------- | ------------------ | ---------- | ------------------ | --------------------- | ------------------- | ----------- |
| Mariam Eniola Bolaji | enkelspel SL3 | Kaur W 21-8, 21-14 | Vinot W 21-8, 21-14 | n.v.t.             | 1 Q        | Kaur W 21-8, 21-9  | Xiao Z V 16-21, 17-21 | Kozyna W 21-9, 21-9 | 3 [ 1 ]     |

### Tafeltennis
Mannen
| Atleet                | Onderdeel     | Eerste ronde           | Tweede ronde           | Kwartfinale            | Halve Finale           | Finale / BM            | Finale / BM |
| Atleet                | Onderdeel     | Tegenstander Resultaat | Tegenstander Resultaat | Tegenstander Resultaat | Tegenstander Resultaat | Tegenstander Resultaat | Rang        |
| --------------------- | ------------- | ---------------------- | ---------------------- | ---------------------- | ---------------------- | ---------------------- | ----------- |
| Isau Ogunkunle        | enkelspel C4  |                        |                        |                        |                        |                        |             |
| Bolawa Akingbemisilu  | enkelspel C5  |                        |                        |                        |                        |                        |             |
| Kayode Alabi          | enkelspel C6  |                        |                        |                        |                        |                        |             |
| Victor Farinloye      | enkelspel C8  |                        |                        |                        |                        |                        |             |
| Abiola Wali Adesope   | enkelspel C9  |                        |                        |                        |                        |                        |             |
| Alabi Olabiyi Olufemi | enkelspel C10 |                        |                        |                        |                        |                        |             |

Vrouwen
| Atleet              | Onderdeel     | Eerste ronde           | Tweede ronde           | Kwartfinale            | Halve Finale           | Finale / BM            | Finale / BM |
| Atleet              | Onderdeel     | Tegenstander Resultaat | Tegenstander Resultaat | Tegenstander Resultaat | Tegenstander Resultaat | Tegenstander Resultaat | Rang        |
| ------------------- | ------------- | ---------------------- | ---------------------- | ---------------------- | ---------------------- | ---------------------- | ----------- |
| Ifechukwude Ikpeoyi | enkelspel C5  |                        |                        |                        |                        |                        |             |
| Kehinde Lawal       | enkelspel C9  |                        |                        |                        |                        |                        |             |
| Faith Obazuaye      | enkelspel C10 |                        |                        |                        |                        |                        |             |